# Institut d'Estudis Gironins
L'Institut d'Estudis Gironins o IEG és un institut cultural i científic que s'encarrega de la investigació històrica i arqueològica, la promoció de la cultura i la col·laboració en la salvaguarda del patrimoni natural, històric i científic de la comarca del Gironès.
L'institut va ser creat el 5 de febrer de 1946 per Santiago Sobrequés i Vidal. El seu primer president va ser Tomàs Carreras i Artau. El president actual és Narcís Soler i Masferrer, catedràtic d'història a la Universitat de Girona.
El centre organitza congressos, itineraris divulgatius o conferències centrades preferentment en la ciutat de Girona. És membre de la Coordinadora de Centres d'Estudis de Parla Catalana.
Des de 1947, publica cada any els Annals de l'Institut d'Estudis Gironins, que a causa de les circumstàncies de l'època franquista, encara duien el nom en castellà, Anales del Instituto de Estudios Gerundenses. De manera intermitent publica també monografies.